# Логиновка (Смоленская область)
Логиновка — Деревня в Дорогобужском районе Смоленской области России. Входит в состав Озерищенского сельского поселения.
Население — 44 жителя (2007 год).
Расположена в центральной части области в 10 км к юго-западу от Дорогобужа, в 1 км западнее автодороги Р137 Сафоново — Рославль, на берегу реки Воротованка. В 26 км южнее от деревни находится железнодорожная станция Дёмщино на линии Смоленск-Сухиничи.

## История
В годы Великой Отечественной войны деревня была оккупирована гитлеровскими войсками в октябре 1941 года, освобождена в сентябре 1943 года.